# Brecé
Ne doit pas être confondu avec Brécé.
Pour les articles homonymes, voir Brece.
Brecé est une commune française, située dans le département de la Mayenne en région Pays de la Loire, peuplée de 833 habitants.
La commune fait partie de la province historique du Maine, et se situe dans le Bas-Maine dans le pays de Passais.

## Géographie
La commune est située au nord de la Mayenne. Brecé est à environ 40 kilomètres au nord de Laval et à environ 35 kilomètres à l'est de Fougères.

### Communes limitrophes
La commune est limitrophe de sept communes :
| Gorron                  | Couesmes-Vaucé        | Le Pas                 |
| Colombiers-du-Plessis   | Brecé                 | Saint-Mars-sur-Colmont |
| Saint-Denis-de-Gastines | Châtillon-sur-Colmont |                        |

### Climat
Pour des articles plus généraux, voir Climat des Pays de la Loire et Climat de la Mayenne.
En 2010, le climat de la commune est de type climat océanique franc, selon une étude du CNRS s'appuyant sur une série de données couvrant la période 1971-2000. En 2020, Météo-France publie une typologie des climats de la France métropolitaine dans laquelle la commune est exposée à un climat océanique et est dans la région climatique  Moyenne vallée de la Loire, caractérisée par une bonne insolation (1 850 h/an) et un été peu pluvieux.
Pour la période 1971-2000, la température annuelle moyenne est de 10,5 °C, avec une amplitude thermique annuelle de 13,5 °C. Le cumul annuel moyen de précipitations est de 885 mm, avec 13,4 jours de précipitations en janvier et 7,8 jours en juillet. Pour la période 1991-2020, la température moyenne annuelle observée sur la station météorologique de Météo-France la plus proche, sur la commune de Saint-Fraimbault à 12 km à vol d'oiseau, est de 11,2 °C et le cumul annuel moyen de précipitations est de 850,1 mm,. Pour l'avenir, les paramètres climatiques de la commune estimés pour 2050 selon différents scénarios d'émission de gaz à effet de serre sont consultables sur un site dédié publié par Météo-France en novembre 2022.

## Urbanisme

### Typologie
Au 1er janvier 2024, Brecé est catégorisée commune rurale à habitat très dispersé, selon la nouvelle grille communale de densité à sept niveaux définie par l'Insee en 2022.
Elle est située hors unité urbaine. Par ailleurs la commune fait partie de l'aire d'attraction de Gorron, dont elle est une commune de la couronne,. Cette aire, qui regroupe 7 communes, est catégorisée dans les aires de moins de 50 000 habitants,.

### Occupation des sols
L'occupation des sols de la commune, telle qu'elle ressort de la base de données européenne d’occupation biophysique des sols Corine Land Cover (CLC), est marquée par l'importance des territoires agricoles (97,5 % en 2018), une proportion sensiblement équivalente à celle de 1990 (97,3 %). La répartition détaillée en 2018 est la suivante : 
prairies (47,3 %), terres arables (42,2 %), zones agricoles hétérogènes (8 %), forêts (1,5 %), zones urbanisées (1,1 %). L'évolution de l’occupation des sols de la commune et de ses infrastructures peut être observée sur les différentes représentations cartographiques du territoire : la carte de Cassini (XVIIIe siècle), la carte d'état-major (1820-1866) et les cartes ou photos aériennes de l'IGN pour la période actuelle (1950 à aujourd'hui).

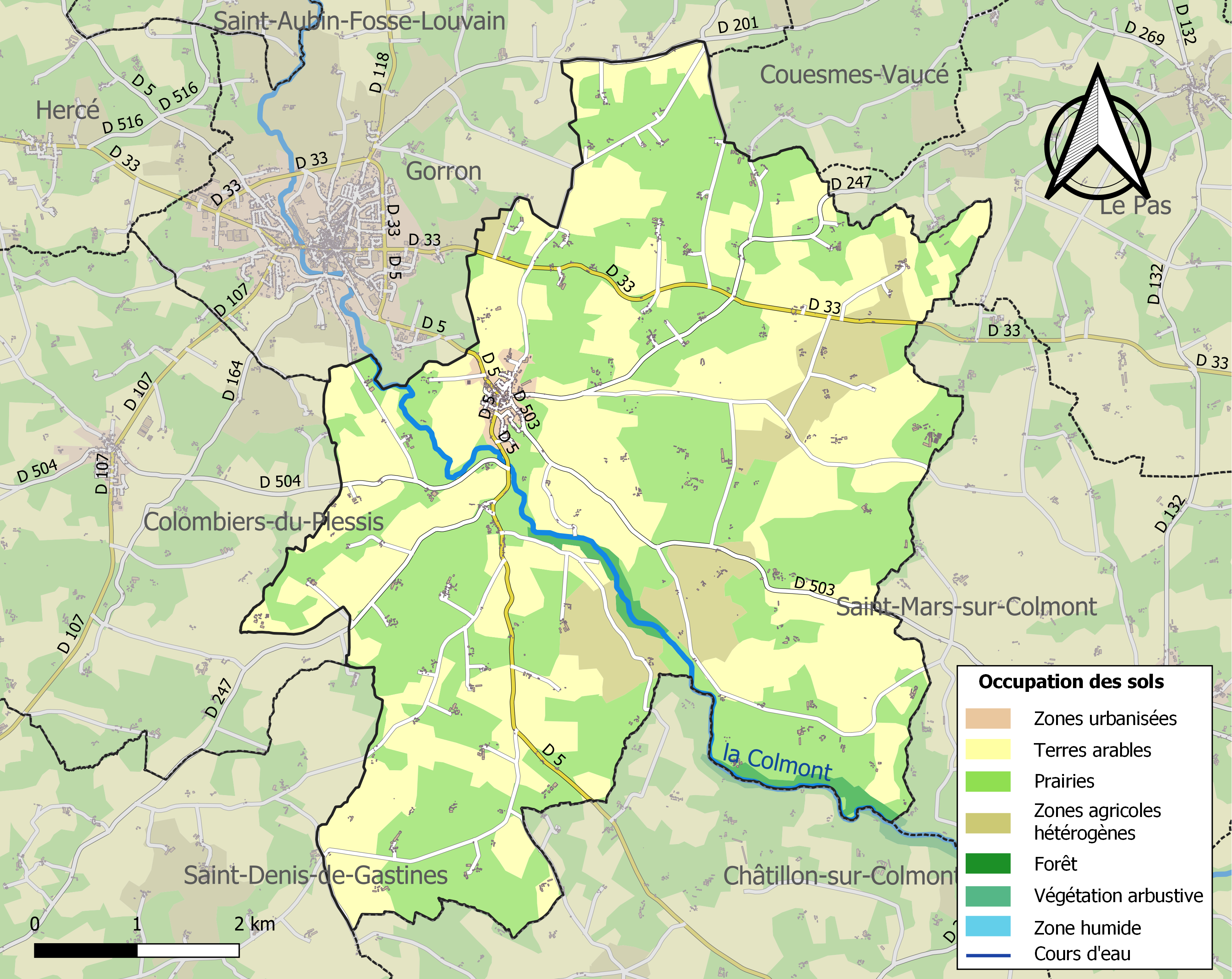
Carte des infrastructures et de l'occupation des sols de la commune en 2018 (CLC).

## Toponymie
Le nom Brecé dériverait de Bricciacus qui l'on retrouve sous la forme BRICCIACO sur une monnaie du VIe siècle
On retrouve aussi le nom "in Bructiago" en 616 , ou encore "Brecio" au XIe siècle.

## Histoire

### Préhistoire

#### Néolithique
Présence d'une allée couverte au lieu-dit du Petit Vieux-Sou.

### Antiquité
La voie romaine de Jublains à Avranches traversait les territoires des actuelles communes de Brécé et de Gorron. En 1977, à proximité de cette voie, au lieu-dit Rangevin 48° 23′ 36″ N, 0° 46′ 31″ O, a été retrouvé un habitat rural gallo-romain constitué de trois bâtiments de pierre d'assez bonne qualité datant du IIIe siècle  . Deux stèles gauloises ont également été découvertes sur le chemin à l'entrée de la ferme de la Mottrais.
Des fouilles menées en 1988 ont mis en évidences des fossés et bassins vraisemblablement liés à une activité artisanale de poterie à l'époque gallo-romaine. L'église actuelle a probablement été construite sur d'anciennes structures gallo-romaines.

### Moyen Âge

#### Haut Moyen Âge
Au VIe siècle existait probablement un atelier monétaire à cette emplacement.
Découverte de sarcophages d'époque mérovingienne à l'angle sud-est de l'église.
En 616, saint Bertrand, évêque du Mans, acquiert à Brécé, un domaine sur lequel il fait bâtir des maisons et y place des serfs.
Vers 965, le pays est sous dépendance de la Bretagne au moins jusqu'en 972.
Vers l'an 1000, les conflits réguliers entre Maine, Normandie et Bretagne, favorisent la construction des châteaux forts de Favières, du Parc et de l'Ecluse.

#### Période du duché de Normandie
Entre 1106 et 1137, Ruellon de Gorron (ou de Gorrham) fait don de l'église et dîmes associées, aux moines du prieuré Saint-Martin de Mayenne, dépendant de l'Abbaye de Marmoutier (Tours).

#### Période de l'Empire Plantagenêt
En 1158, Geoffroi de Brécé accompagne en croisade Geoffroi IV de Mayenne.
Y participent également Amelin de l'Ecluse et Lambert de l'Ecluse. Une dalle funéraire commémorant la mémoire de ces chevaliers morts aux croisades est déposée près de l'Eglise. La présence de ces chevaliers parmi ceux de l'ouvrage Les Croisés de Mayenne en 1158 relève d'une supercherie historique effectuée par Jean-Baptiste de Goué.

#### Période de l'intégration au domaine royal
À partir du XIIIe siècle, la famille de l'Écluse occupe un château disposant aussi d'une chapelle, au lieu dit de l'Ecluse.
En 1339, Etienne Brune est seigneur de Brécé.
Vers 1341 est construit le château du Châtaignier.
En 1406, Guillaume de Favières est seigneur du fief de Favières.

### Temps modernes
En 1758, la seigneurie de Brécé devient la propriété de Jacques-François Le Frère de Maisons, écuyer, juge général civil et criminel des ville et duché de Mayenne, et maire de cette ville.
En 1758, Armand-Mathurin, est marquis de Vassé, et seigneur de Favières.
En 1777, Monsieur de Maisons est seigneur de la paroisse de Brécė. La population s'élève alors à environ 1800 habitants de plus de 12 ans. L'activité agricole dépend principalement de la production de seigle, de froment, d'avoine et de sarrasin. La cure  procure un revenu de 3000 livres.

### Époque contemporaine

#### Le chemin de fer
Le bourg est desservi, de 1901 à 1947, par la ligne de chemin de fer secondaire à voie métrique des chemins de fer départementaux de la Mayenne (CFDM) reliant Landivy à Mayenne. La ligne de Mayenne à Landivy est ouverte sur la section comprise entre Landivy et Mayenne-Saint-Baudelle via Brecé le 22 août 1901. La section entre Mayenne-Saint-Baudelle et Mayenne-Échange n'est ouverte que le 1er avril 1903. La section Landivy - Gorron ferme avant la Seconde Guerre mondiale. La section comprise entre Gorron et Mayenne desservant Brecé ferme en 1947.
En 1902, la gare de Brecé a accueilli 3 906 voyageurs et la halte de La Déteurbe, située sur le territoire de la commune, 2 402 voyageurs.

## Héraldique
| Blason de Brecé | Blason  | D’azur, à une fasce fuselée d’or, accompagnée de six fleurdelys d’argent, 3 en chef et 3 en pointe. |
| Blason de Brecé | Détails | L’azur et la fasce proviennent des armes de Favières, seigneur de Brecé. La reprise intégrale du blason de seigneur étant interdite, il suffit d’en emprunter un ou plusieurs éléments. Les six fleurdelys sont la reprise partielle du blason de la famille Chappedelaine également seigneur de Brecé. La remarque concernant le blason de famille est valable ici aussi. Les ornements sont deux deux gerbes de blé d’or, mises en sautoir par la pointe et liées de sable afin d’honorer l’activité agricole. Le listel d'argent porte le nom de la commune en lettres majuscules de sable. La couronne de tours dit que l’écu est celui d’une commune ; elle n’a rien à voir avec des fortifications. Le statut officiel du blason reste à déterminer. |

## Politique et administration

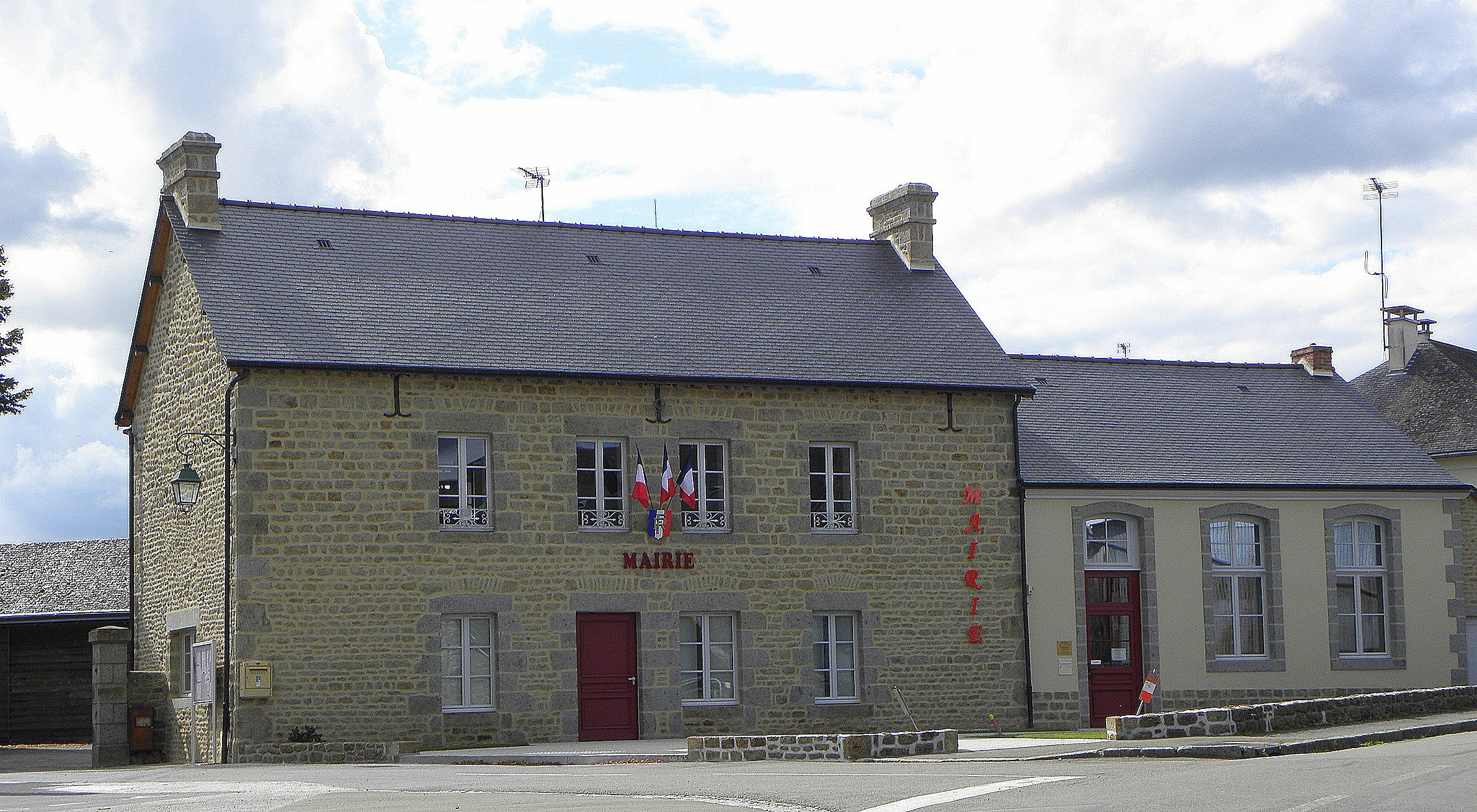
La mairie.

## Population et société

### Démographie
L'évolution du nombre d'habitants est connue à travers les recensements de la population effectués dans la commune depuis 1793. Pour les communes de moins de 10 000 habitants, une enquête de recensement portant sur toute la population est réalisée tous les cinq ans, les populations de référence des années intermédiaires étant quant à elles estimées par interpolation ou extrapolation. Pour la commune, le premier recensement exhaustif entrant dans le cadre du nouveau dispositif a été réalisé en 2004.
En 2022, la commune comptait 833 habitants, en évolution de +2,33 % par rapport à 2016 (Mayenne : −0,73 %, France hors Mayotte : +2,11 %).
| 1793  | 1800  | 1806  | 1821  | 1831  | 1836  | 1841  | 1846  | 1851  |
| ----- | ----- | ----- | ----- | ----- | ----- | ----- | ----- | ----- |
| 2 110 | 2 150 | 2 490 | 2 139 | 2 297 | 2 268 | 2 214 | 2 183 | 2 247 |

| 1856  | 1861  | 1866  | 1872  | 1876  | 1881  | 1886  | 1891  | 1896  |
| ----- | ----- | ----- | ----- | ----- | ----- | ----- | ----- | ----- |
| 2 280 | 2 295 | 2 191 | 2 050 | 2 010 | 1 947 | 1 903 | 1 916 | 1 868 |

| 1901  | 1906  | 1911  | 1921  | 1926  | 1931  | 1936  | 1946  | 1954  |
| ----- | ----- | ----- | ----- | ----- | ----- | ----- | ----- | ----- |
| 1 817 | 1 793 | 1 750 | 1 591 | 1 566 | 1 501 | 1 461 | 1 428 | 1 361 |

| 1962  | 1968  | 1975  | 1982 | 1990 | 1999 | 2004 | 2006 | 2009 |
| ----- | ----- | ----- | ---- | ---- | ---- | ---- | ---- | ---- |
| 1 227 | 1 125 | 1 050 | 971  | 865  | 830  | 817  | 834  | 829  |

| 2014 | 2019 | 2022 | - | - | - | - | - | - |
| ---- | ---- | ---- | - | - | - | - | - | - |
| 823  | 844  | 833  | - | - | - | - | - | - |

## Culture locale et patrimoine

### Lieux et monuments
- L'église Notre-Dame-de-l'Assomption, inscrite au titre des monuments historiques en 1989[35].
- La chapelle Saint-Jacques et Sainte-Anne de l'Écluse, inscrite au titre des monuments historiques en 2019[36] [37], autrefois intégrée au château de l'Écluse aujourd'hui détruit et a proximité de deux buttes qui sont probablement d'anciennes mottes féodales.
- La chapelle seigneuriale de Favières, inscrite au titre des monuments historiques en 1991[38] (propriété privée, fermée au public), autrefois intégrée au château de Favières aujourd'hui détruit.
- Le parc d'Avaugour : ancienne chapelle, autrefois intégrée au château du même nom aujourd'hui détruit.
- La chapelle de l'Île, ainsi que le château de l'Île, aujourd'hui disparus.
- L'allée couverte du Petit Vieux Sou, inscrite au titre des monuments historiques en 1988[39].
- Le menhir couché de la Pierre Saint-Martin ;
- Le dolmen disparu de Favières, cité par Ambroise Ledru[40].

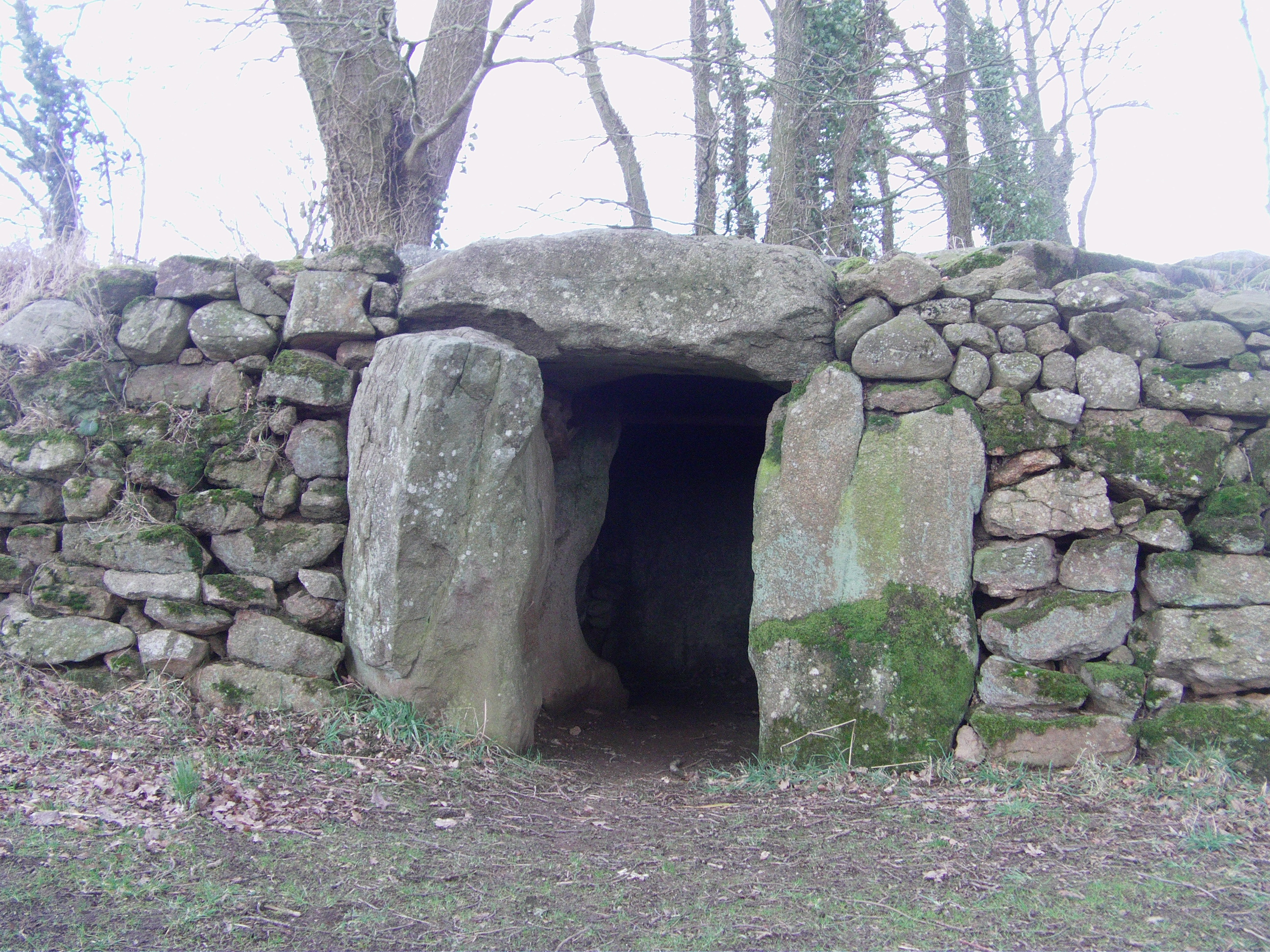
L'allée couverte du Petit Vieux Sou.
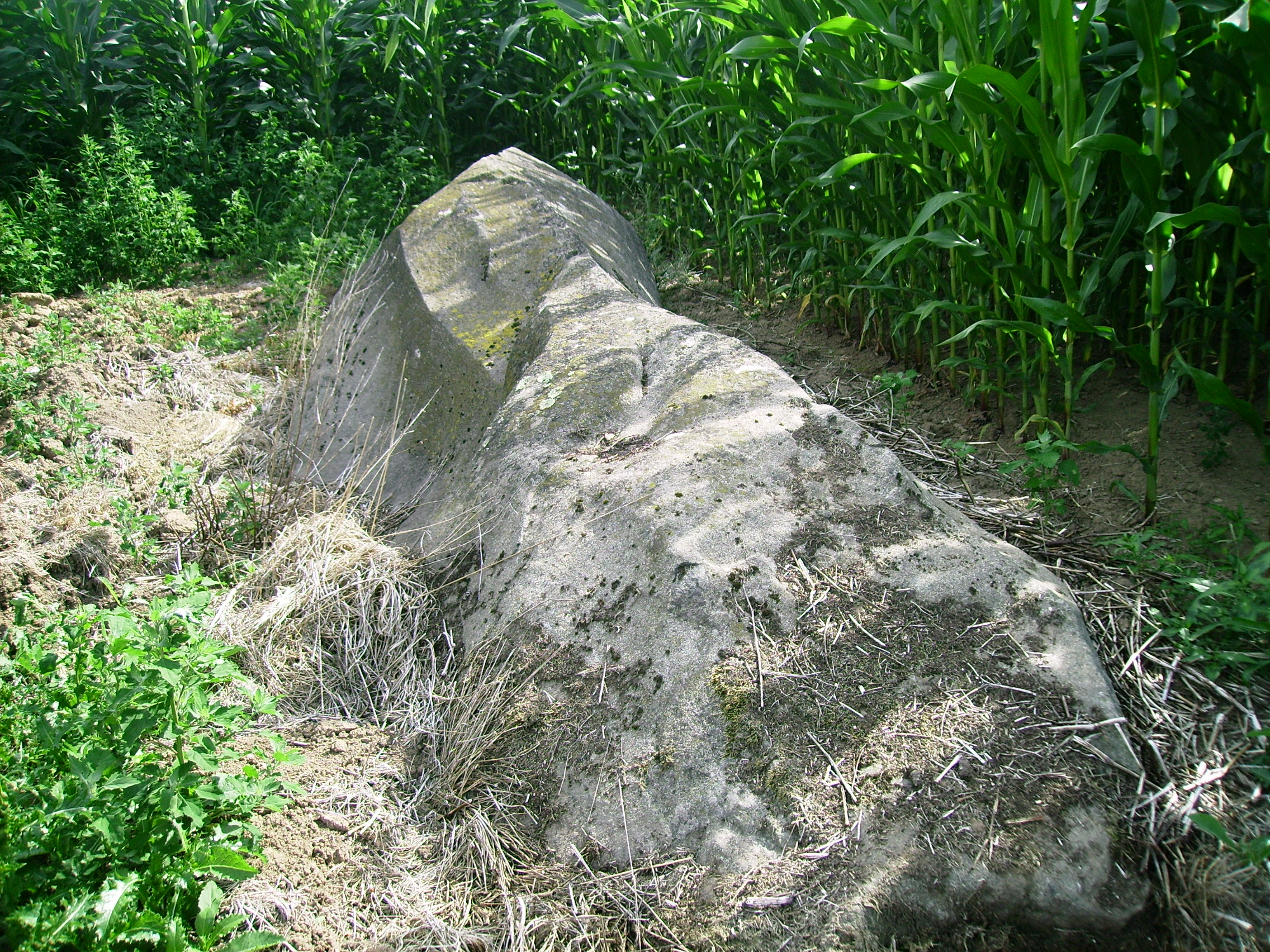
Le menhir de la Pierre Saint-Martin.

### Patrimoine culturel
Jusqu'au début du XXe siècle, dans l'église, on présentait à la statue de l'évêque saint Félix, fêté le 18 mai, de petits enfants malades pour en obtenir la guérison. Chaque dimanche, un chef de famille avait coutume d'offrir un pain bénit, alors qu'une épouse du village versait une "quenouillée » (à l'origine, une grosse bobine de fil enroulée sur un bâton), correspondant à 5 francs de l'époque, pour l'entretien du culte paroissial.

### Héraldique
| Blason de Brecé | Blason  | D’azur, à une fasce fuselée d’or, accompagnée de six fleurdelys d’argent, 3 en chef et 3 en pointe. |
| Blason de Brecé | Détails | L’azur et la fasce proviennent des armes de Favières, seigneur de Brecé. La reprise intégrale du blason de seigneur étant interdite, il suffit d’en emprunter un ou plusieurs éléments. Les six fleurdelys sont la reprise partielle du blason de la famille Chappedelaine également seigneur de Brecé. La remarque concernant le blason de famille est valable ici aussi. Les ornements sont deux deux gerbes de blé d’or, mises en sautoir par la pointe et liées de sable afin d’honorer l’activité agricole. Le listel d'argent porte le nom de la commune en lettres majuscules de sable. La couronne de tours dit que l’écu est celui d’une commune ; elle n’a rien à voir avec des fortifications. Le statut officiel du blason reste à déterminer. |